# Astragalus abbreviatus
Astragalus abbreviatus, Višegodišnja biljka iz jugoistočnog Kazahstana, endem. Pripada porodici mahunarki. 

## Sinonimi
- Tragacantha abbreviata (Kar. & Kir.) Kuntze; Revis. Gen. Pl. 2: 942 (1891)